# Nothing (musikalbum)
Nothing är det fjärde studioalbumet med det svenska progressiva extrem metal-bandet Meshuggah. Albumet släpptes juli 2002 av det tyska skivbolaget Nuclear Blast. En remastrad version med nyinspelade gitarrer utgavs 2006.

## Låtlista
1. "Stengah" – 5:38
2. "Rational Gaze" – 5:04
3. "Perpetual Black Second" – 4:39
4. "Closed Eye Visuals" – 7:26
5. "Glints Collide" – 4:56
6. "Organic Shadows" – 5:08
7. "Straws Pulled at Random" – 5:10
8. "Spasm" – 4:15
9. "Nebulous" – 6:33
10. "Obsidian" (instrumental) – 4:20

Text: Tomas Haake
Musik: Tomas Haake (spår 1, 5, 6, 8), Fredrik Thordendal (spår 2, 4, 5, 8), Mårten Hagström (spår 1, 3, 6, 7, 9), Meshuggah (spår 10)

## Medverkande
Musiker (Meshuggah-medlemmar)
- Jens Kidman – sång
- Fredrik Thordendal – gitarr, basgitarr
- Mårten Hagström – rytmgitarr
- Tomas Haake – trummor, tal

Produktion
- Meshuggah – producent
- Fredrik Thordendal – ljudtekniker